# 枪栓

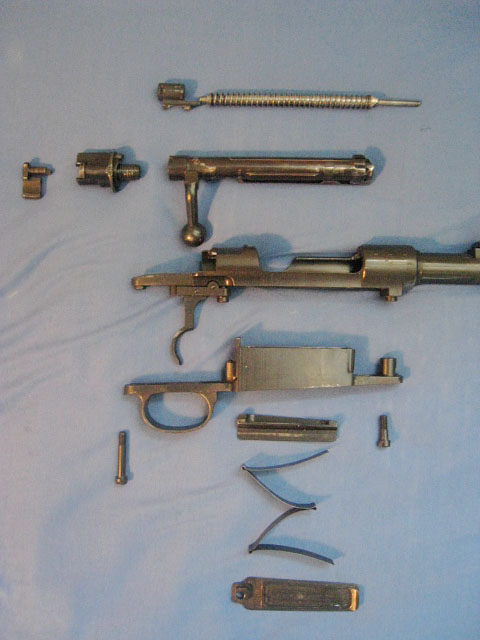
Mauser Karbiner 98k 細部分解後「槍機」

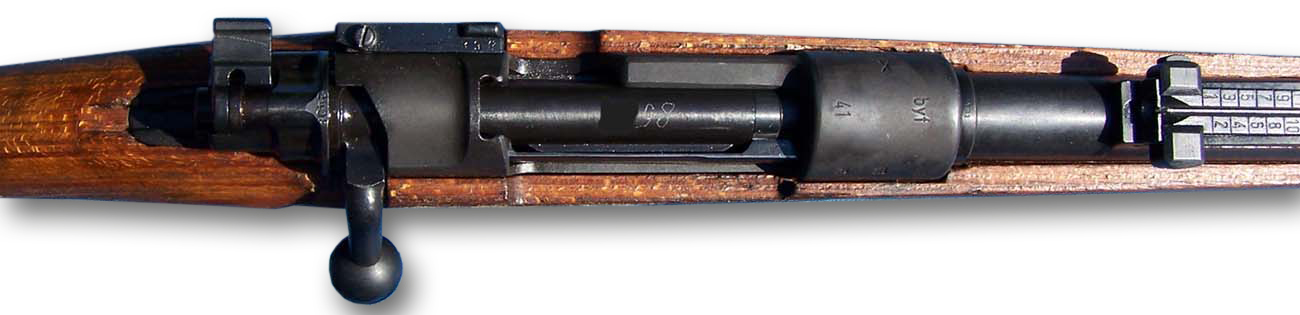
毛瑟98k 槍機俯視圖

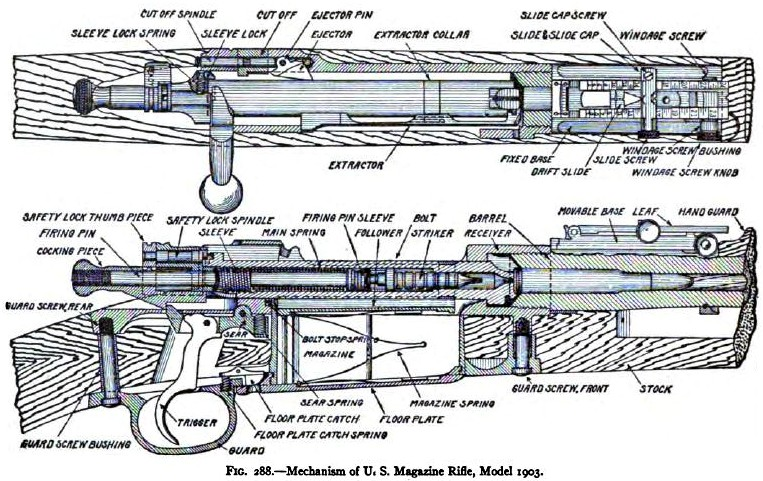
美國春田M1903 步槍構造圖

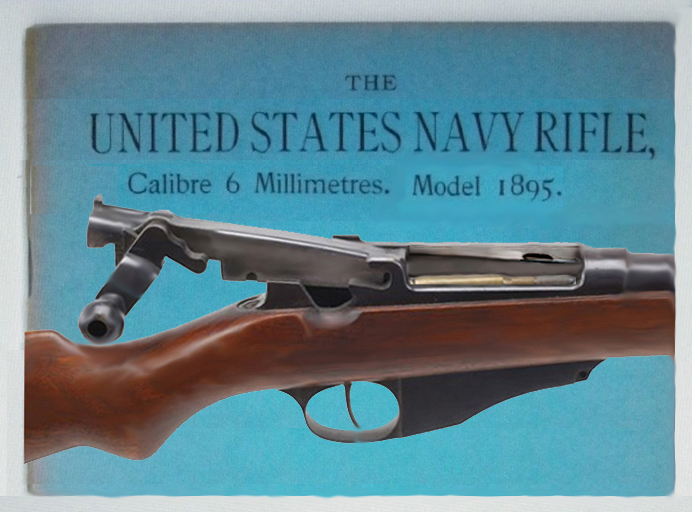
英國Rifle Lee Navy 95 槍機

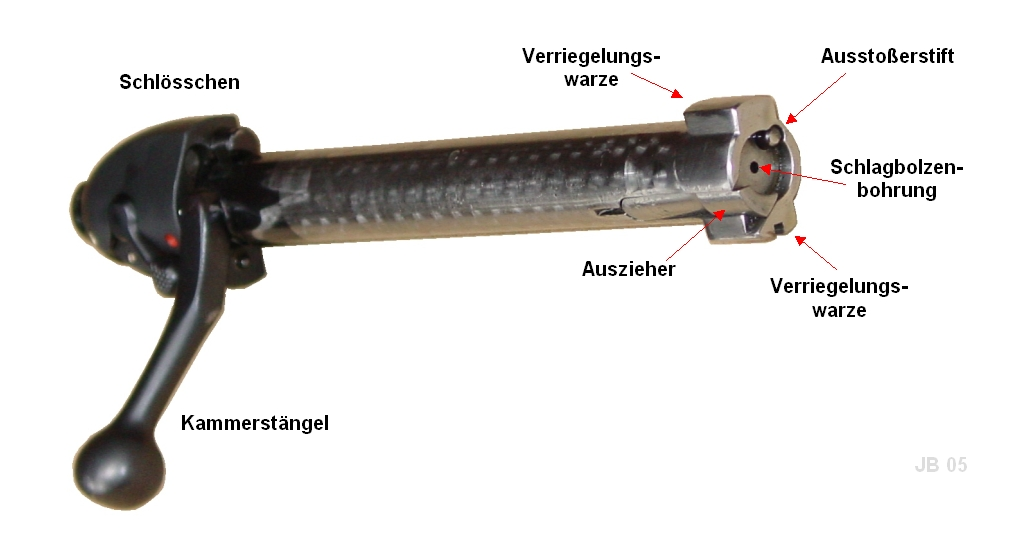
Zylinderverschluss Bezeichnungen

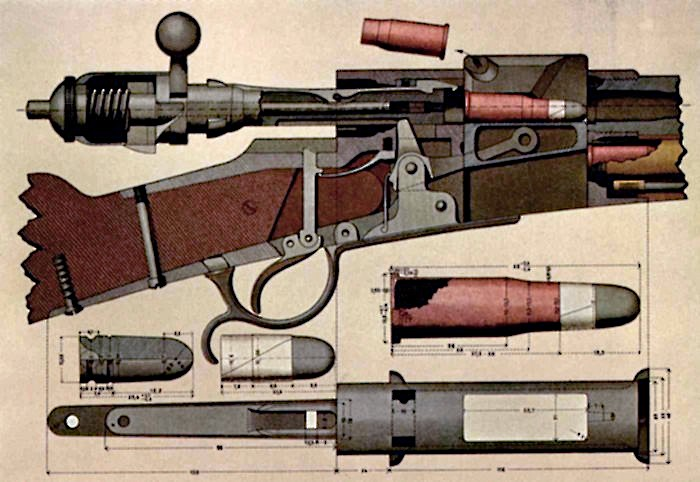
Vetterli rifle action

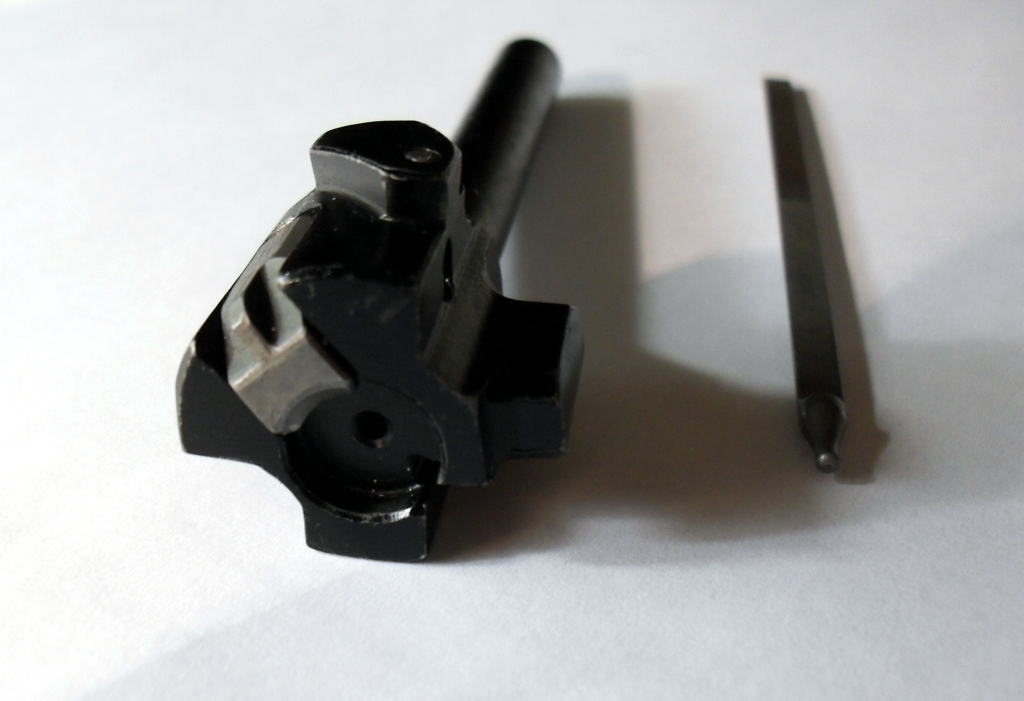
AK-74 的槍機（左）和撞针

枪栓（英語：bolt）是後膛槍問世時，使用中文描述後膛槍某機制(Mechanism)在裝填彈藥射擊的動作過程或指該機械裝置的用詞。現代是用於稱呼該裝置為「槍機」，由此衍生出中文名詞：旋轉後拉式槍機（機械裝置的名詞），手動槍機（形容用人力操縱該裝置動作過程的用詞）。「Bolt action」直譯可以是「槍機動作」，即通過「槍機手柄」（槍機拉柄）直接操縱「槍機」進行手動操作槍械行為。是步槍的机械结构之一，其主要作用是在发射子彈时閉鎖膛室，阻挡膛室的后部以防后续的子弹进入膛室，但在子弹退殼後允许后续的子弹进入膛室。

## 歷史

### 譯名用詞的由來
當德萊賽針發槍和夏波賽（Chassepot Fusil modèle 1866）和毛瑟1871型步槍在19世紀中期問世時，以英語為主相關報導著作書籍對這類後膛槍把子彈裝上槍膛口後，以右手將類似「門閂」（Bolt）的金屬管上手柄（大多數用戶都是右手，有圓球狀的手柄當時放置在「Bolt」的右側）向上推往後拉向槍膛裝填子彈後，向前推往下轉，瞄準扣扳機發射，在一次次重複發射動作過程像把拉著門閂桿往復來去滑動，把這裝置叫「Bolt」，動作稱為「Bolt action」，使用這種裝置的後膛槍叫「Bolt action rifle」（手動式槍機步槍），隨著科技進步衍生出自動步槍（ Automatic Rifle）、半自動步槍（英語：Semi-automatic rifle）、等用詞。

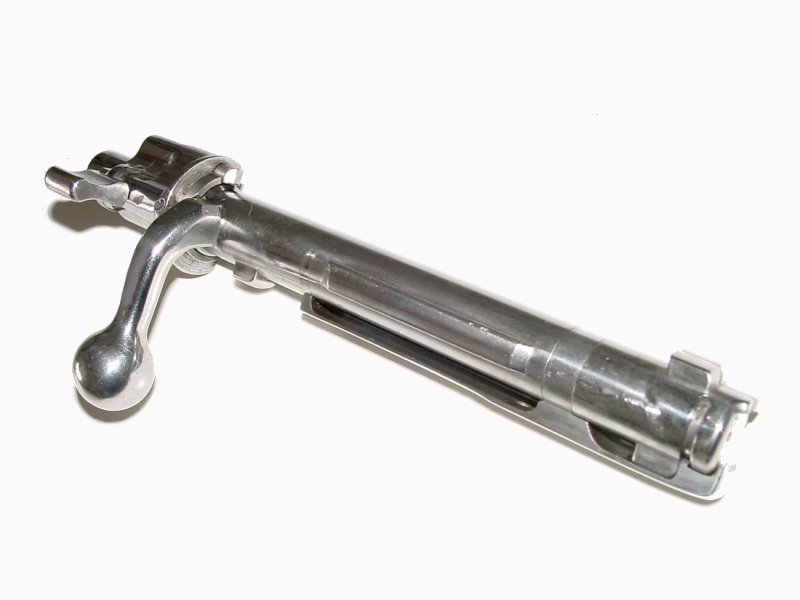
Gewehr 98步槍的旋轉後拉式槍機總成
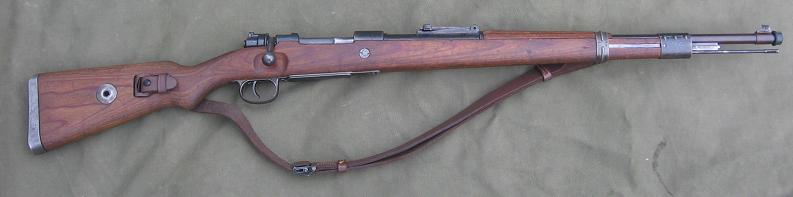
毛瑟 Kar98k步槍
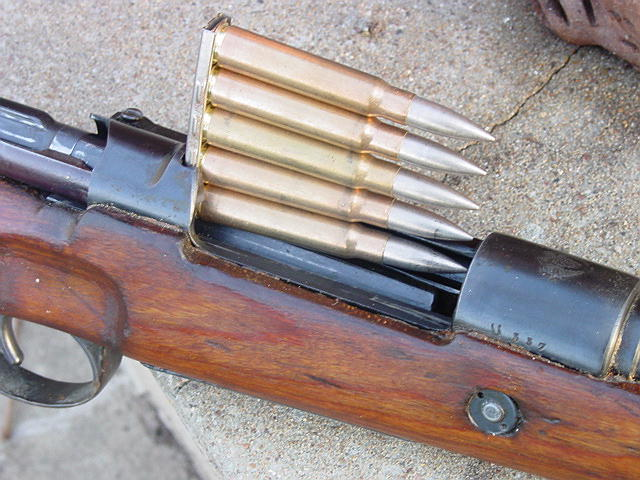
5發裝彈夾條裝填入毛瑟式槍機
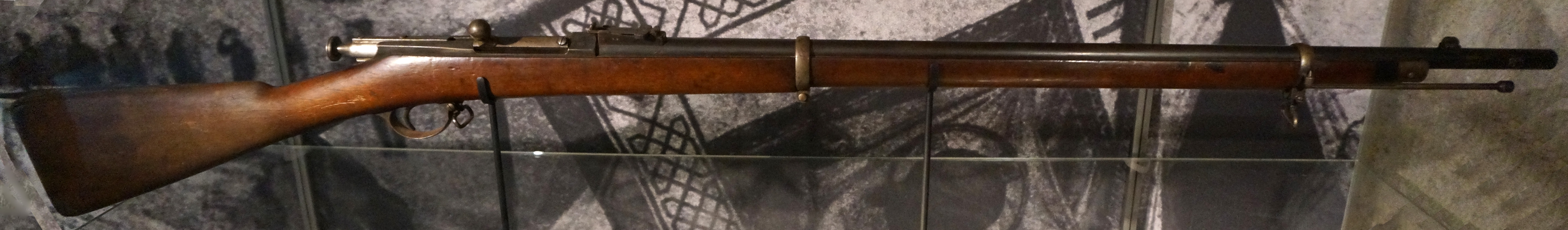
沙俄時期的Berdan model 1870
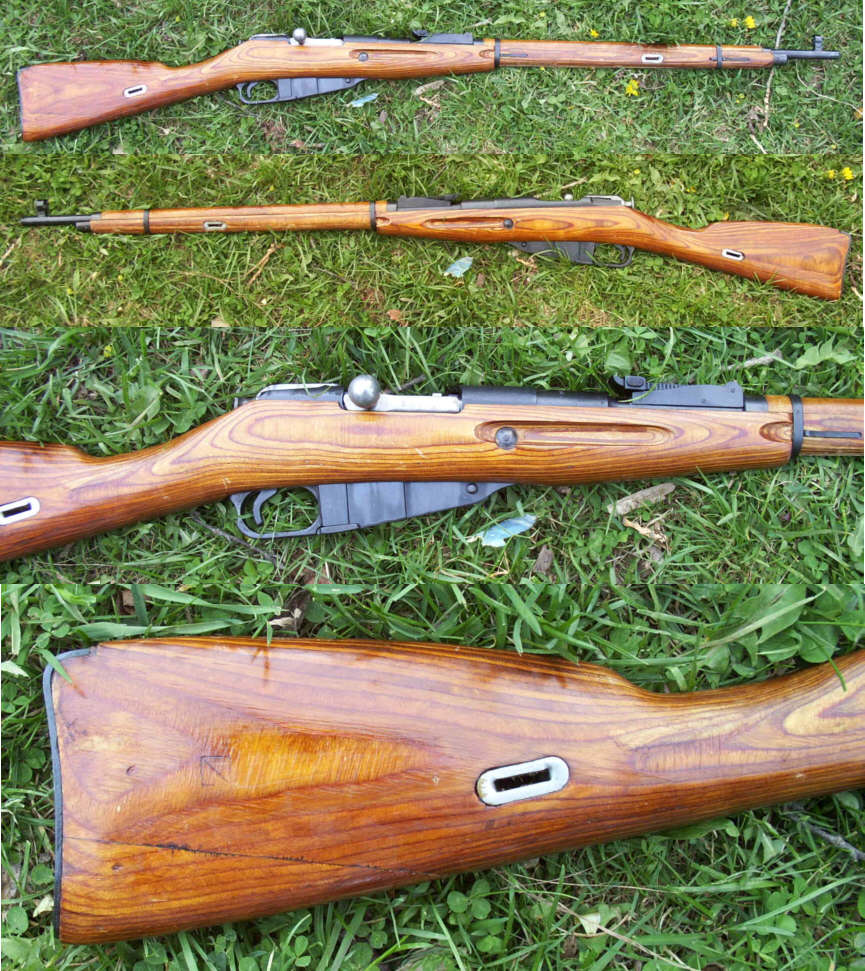
莫辛-納干M1891/30 ІІ
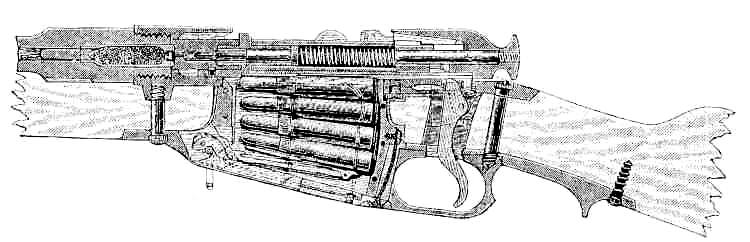
莫辛-納甘步槍槍機結構
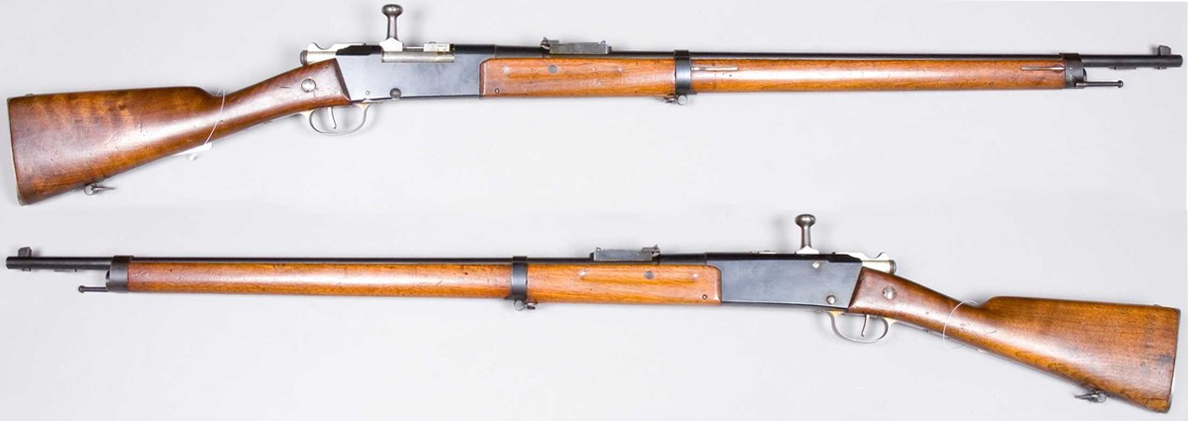
勒貝爾M1886步槍
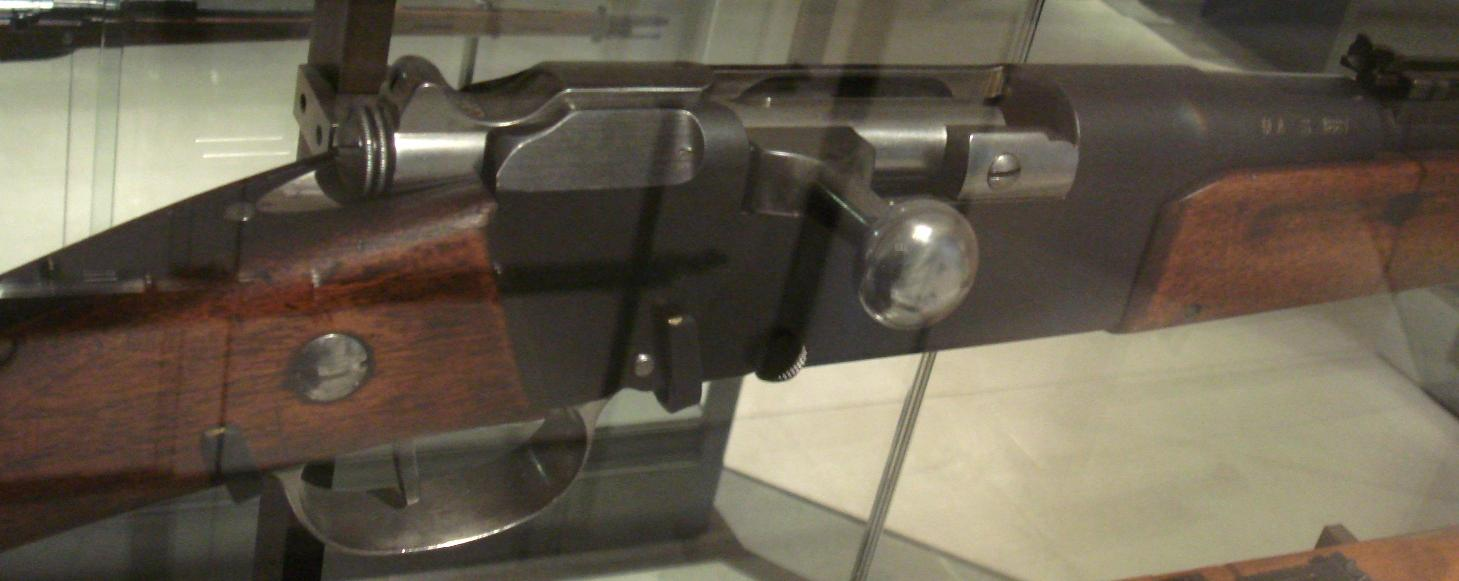
勒貝爾M1886步槍的槍機
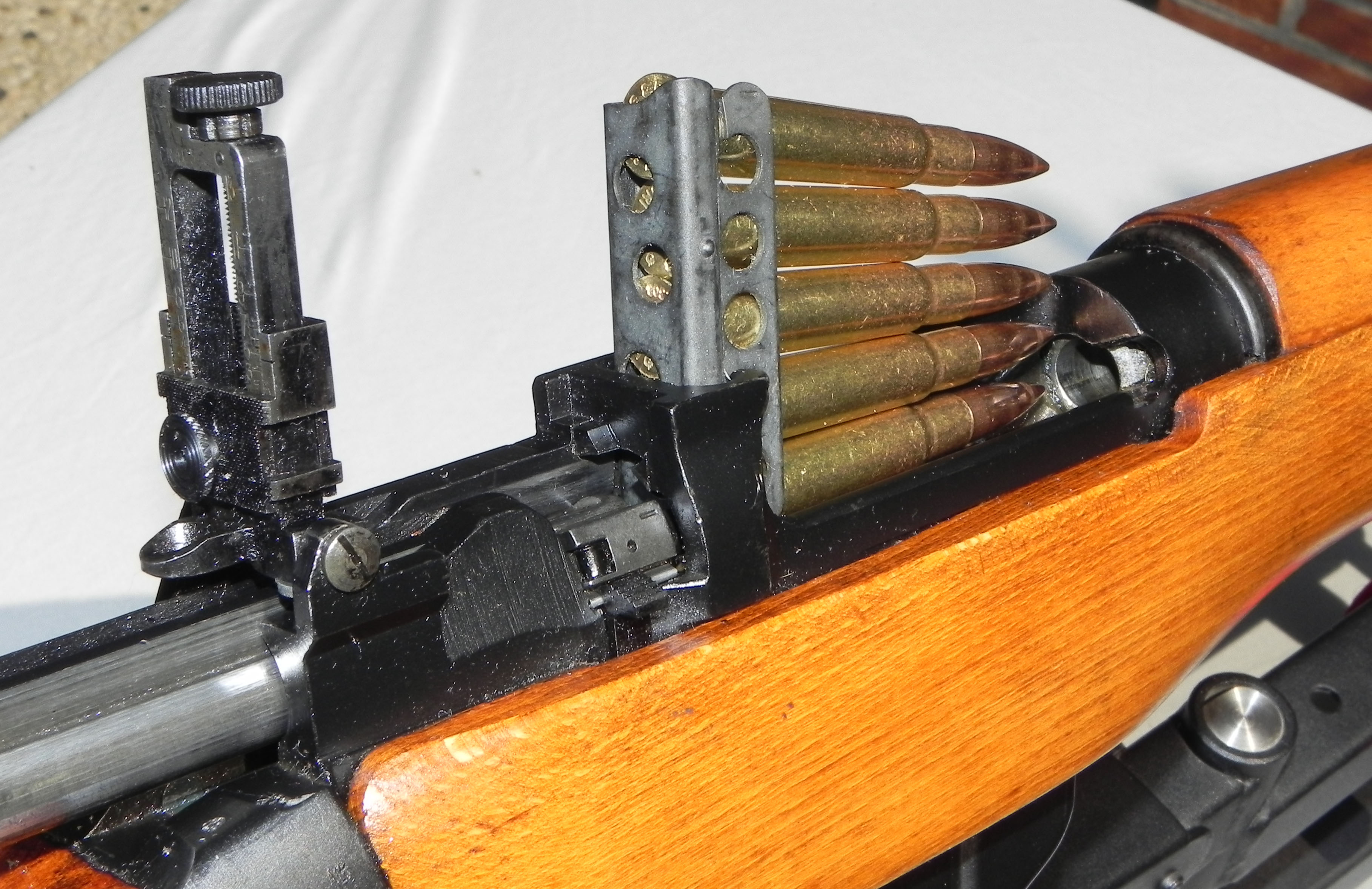
Lee-Enfield No4 Mk2-303Brit 五發裝彈莢壓入十發容量的彈倉，注意彈莢導槽後凹處是此款槍的槍機凸耳卡槽。
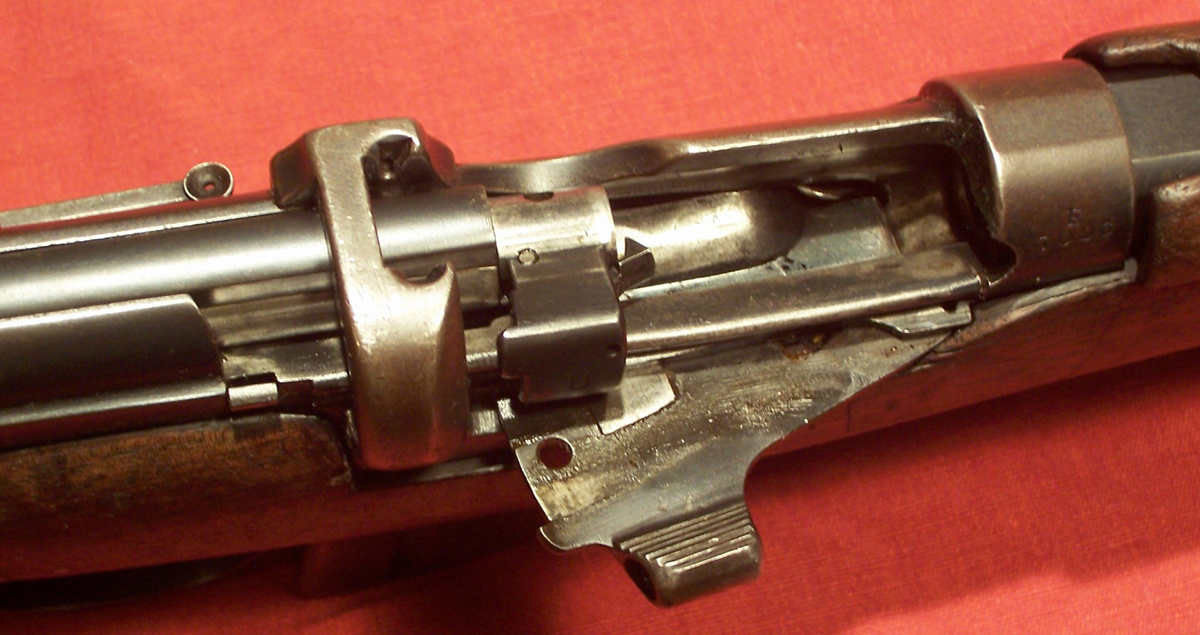
SMLE Mk III的機匣圖片，附有彈倉供彈隔斷器
Rotating Bolt 示意圖顯示槍機凸耳（Bolt Lug）在膛室內進行閉鎖膛室動作
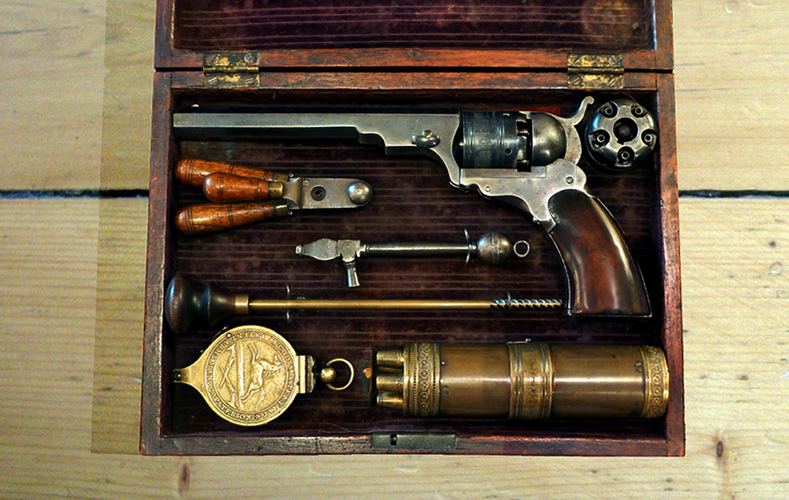
使用非定裝彈的左輪手槍及附屬工具、彈藥
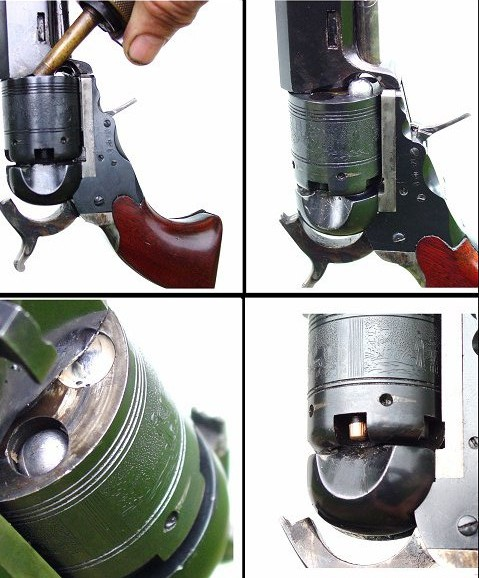
使用非定裝彈的左輪手槍，先向彈巢前彈穴填黑火藥，塞上彈丸，在彈巢後彈穴填上雷汞火帽
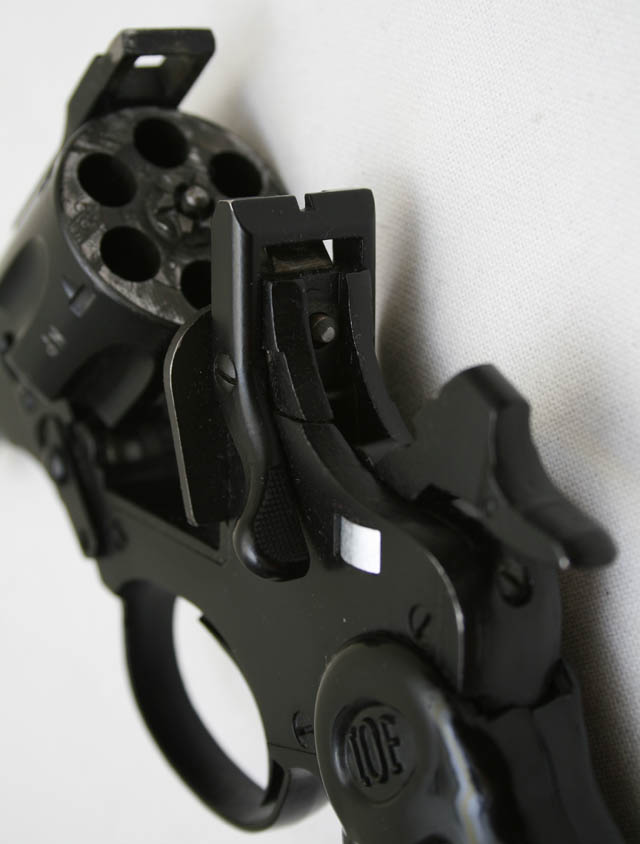
使用中折式閉鎖，可快速更換更換彈巢或不可更換彈巢改用圓形彈夾條裝彈
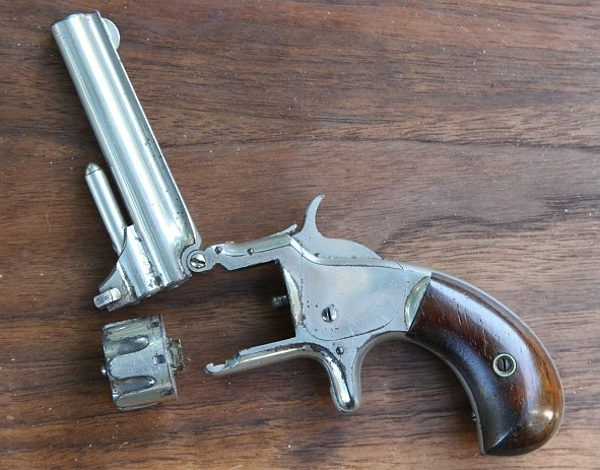
使用中折式閉鎖，可快速更換彈巢的設計
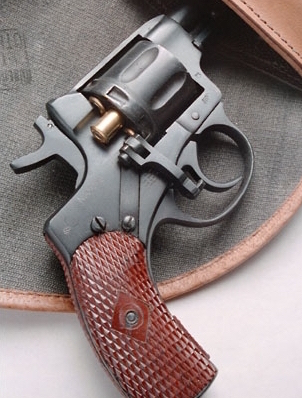
從轉輪彈巢和握把間填裝子彈的左輪手槍
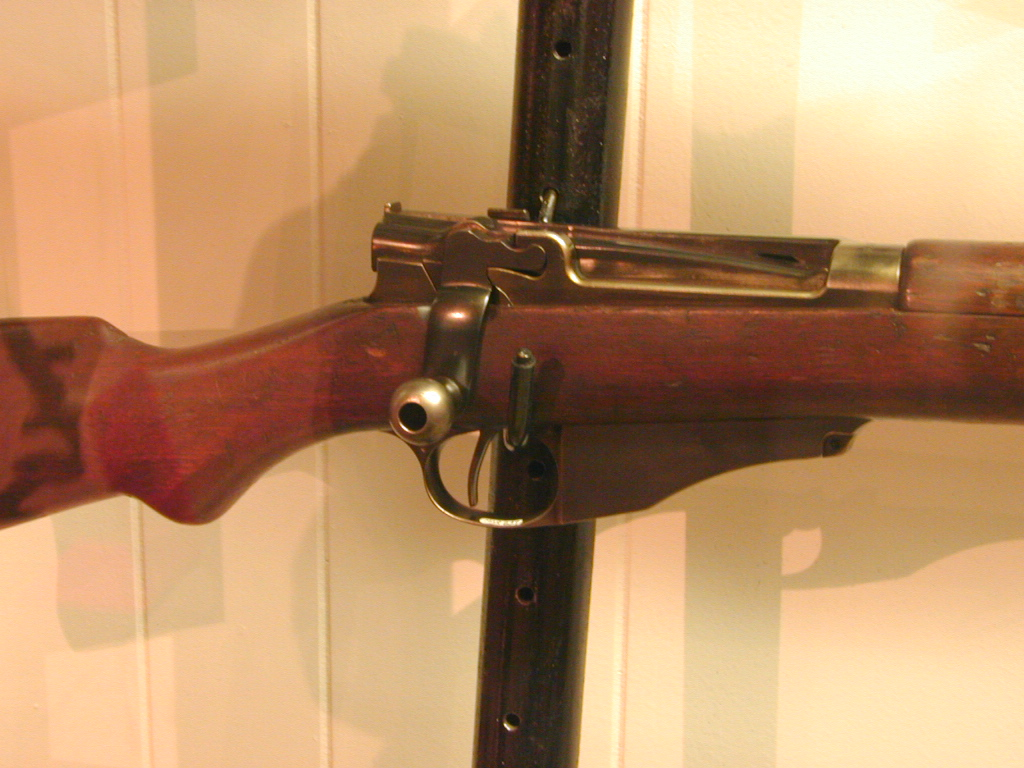
美國 M1895 李 海軍型步槍直拉式槍機閉鎖狀態
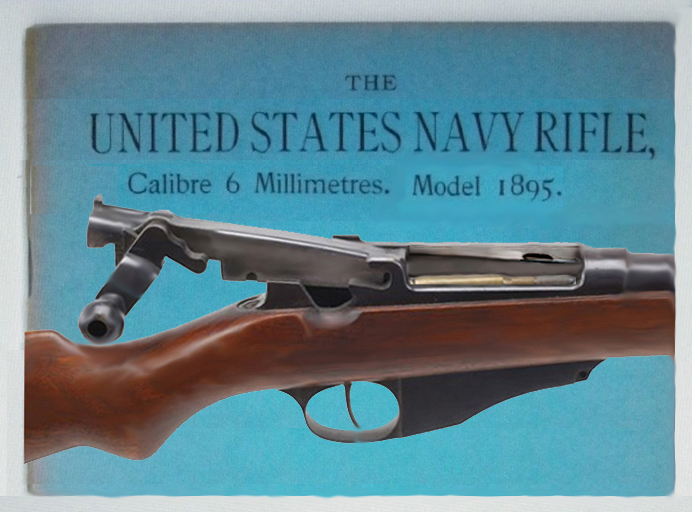
美國 M1895 李 海軍型步槍直拉式槍機動作（straight pull action）開鎖狀態
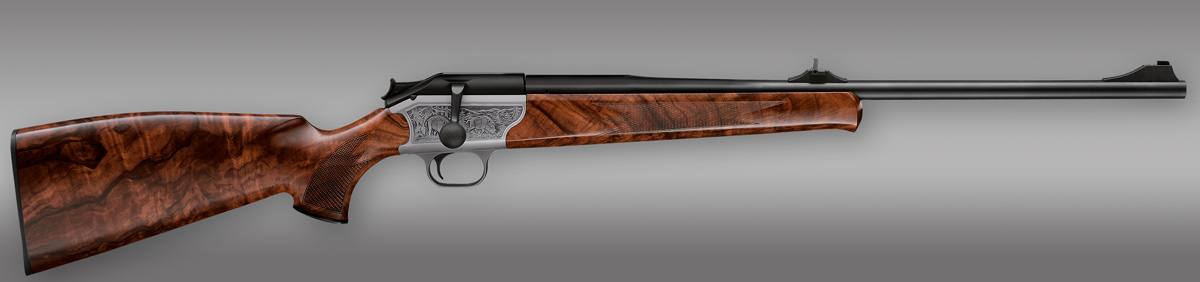
德國 Blaser R93
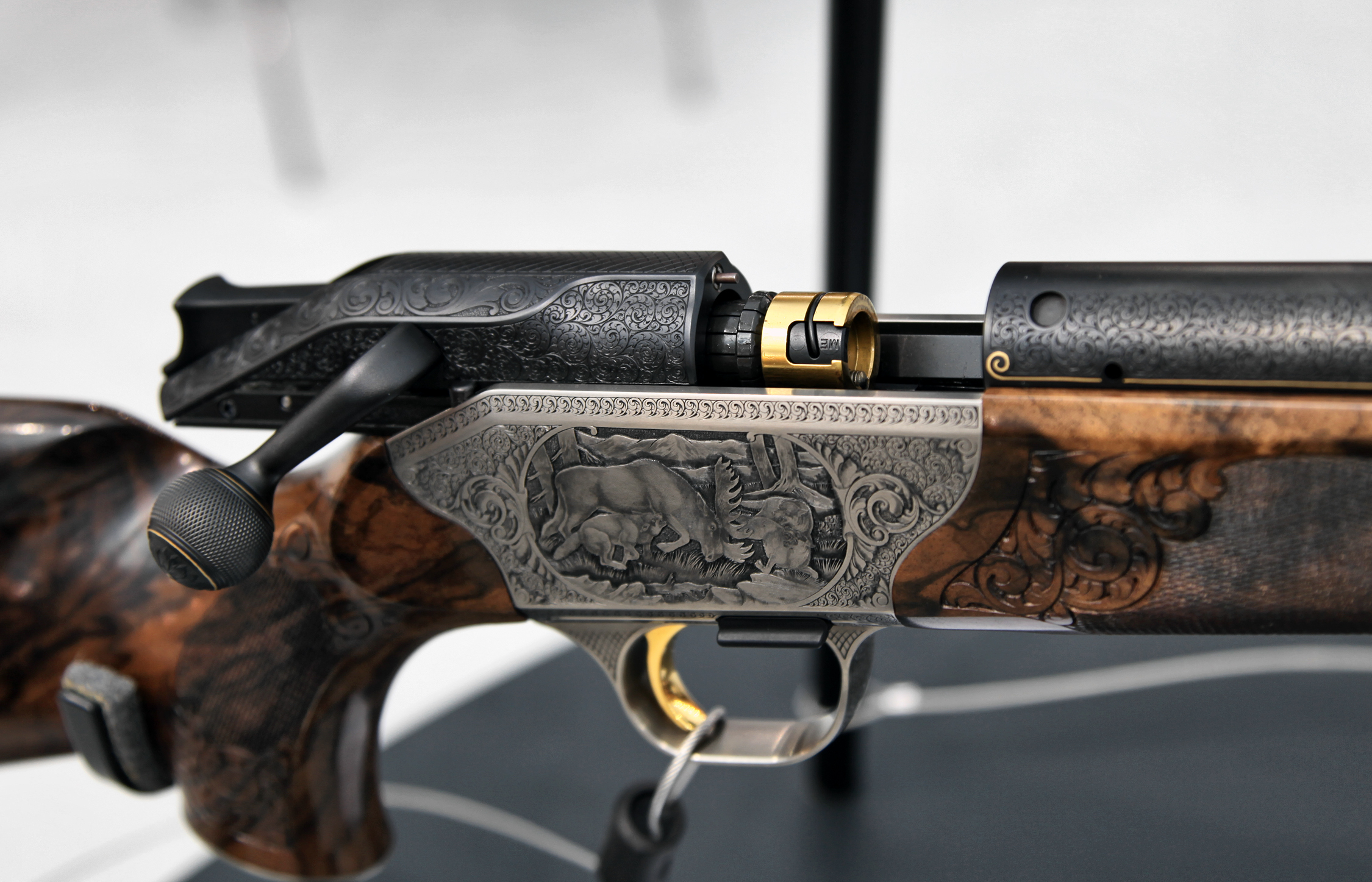
德國Blaser R93 採用「Radialbundverschluss」槍機動作原理
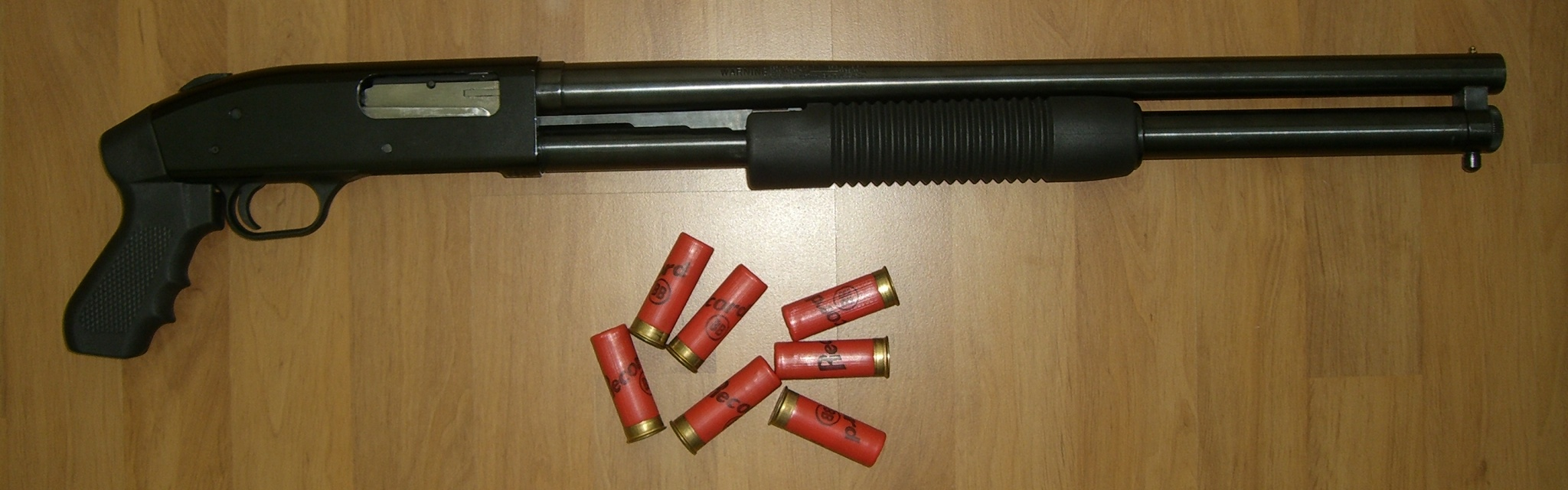
無槍托的莫斯伯格500泵動式散彈槍
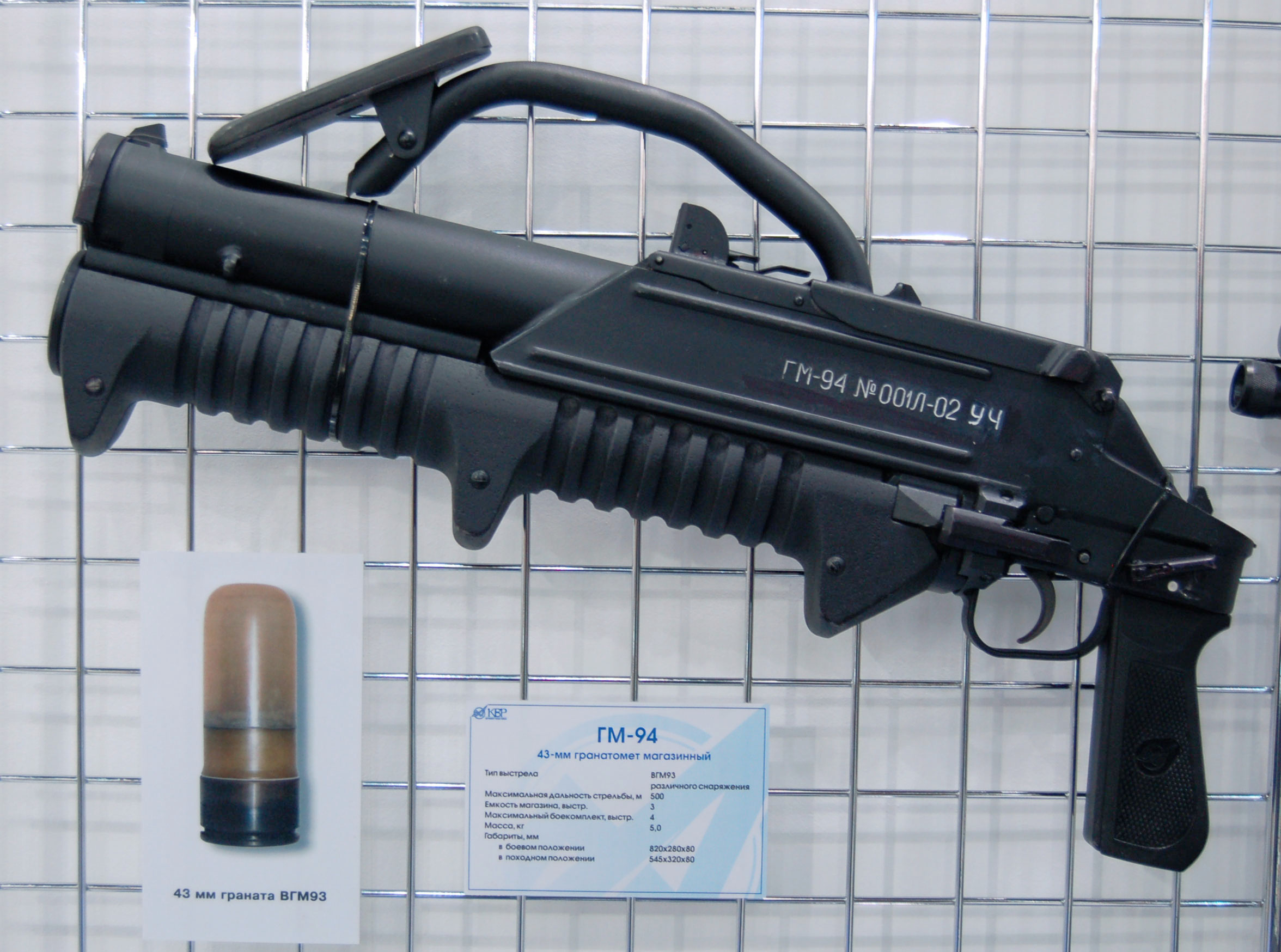
俄羅斯製泵動式榴彈發射器GM-94
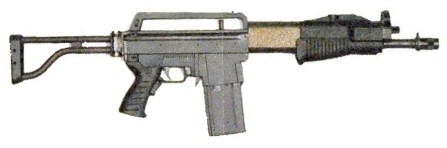
使用彈匣供彈散彈槍SPAS-15戰鬥散彈槍
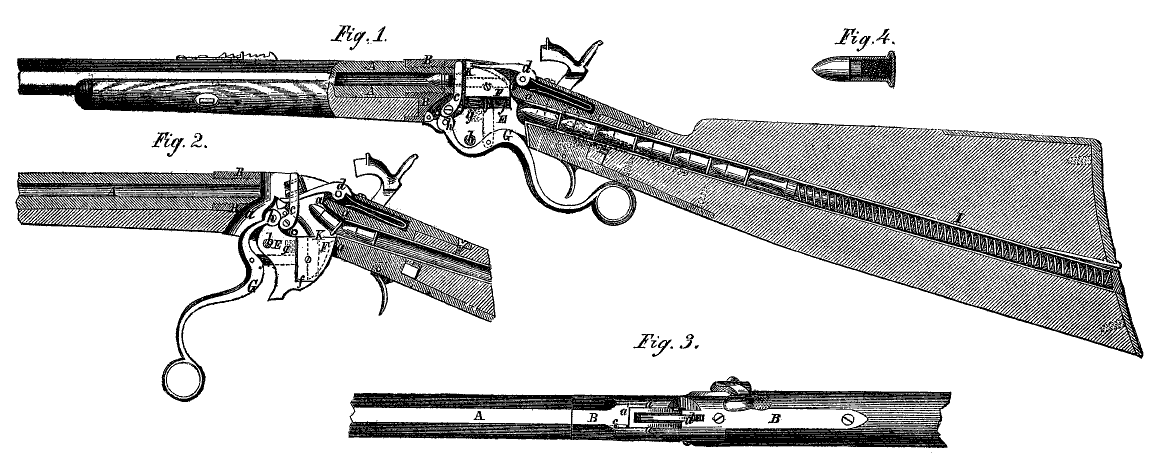
槓桿作用式槍機供彈運作圖
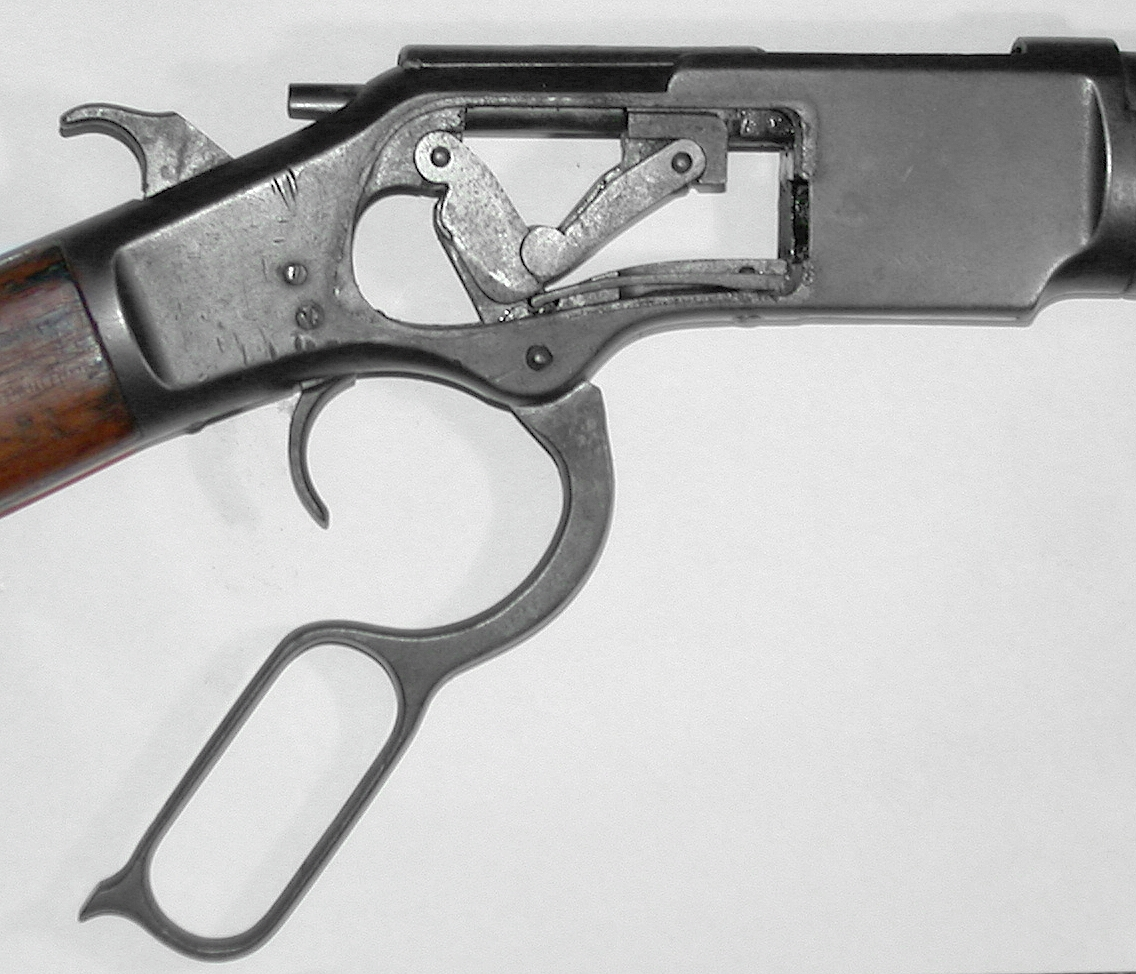
溫徹斯特 M1873型剖析圖，扳機護圈藉助連桿，讓閉鎖閂往復直線運動
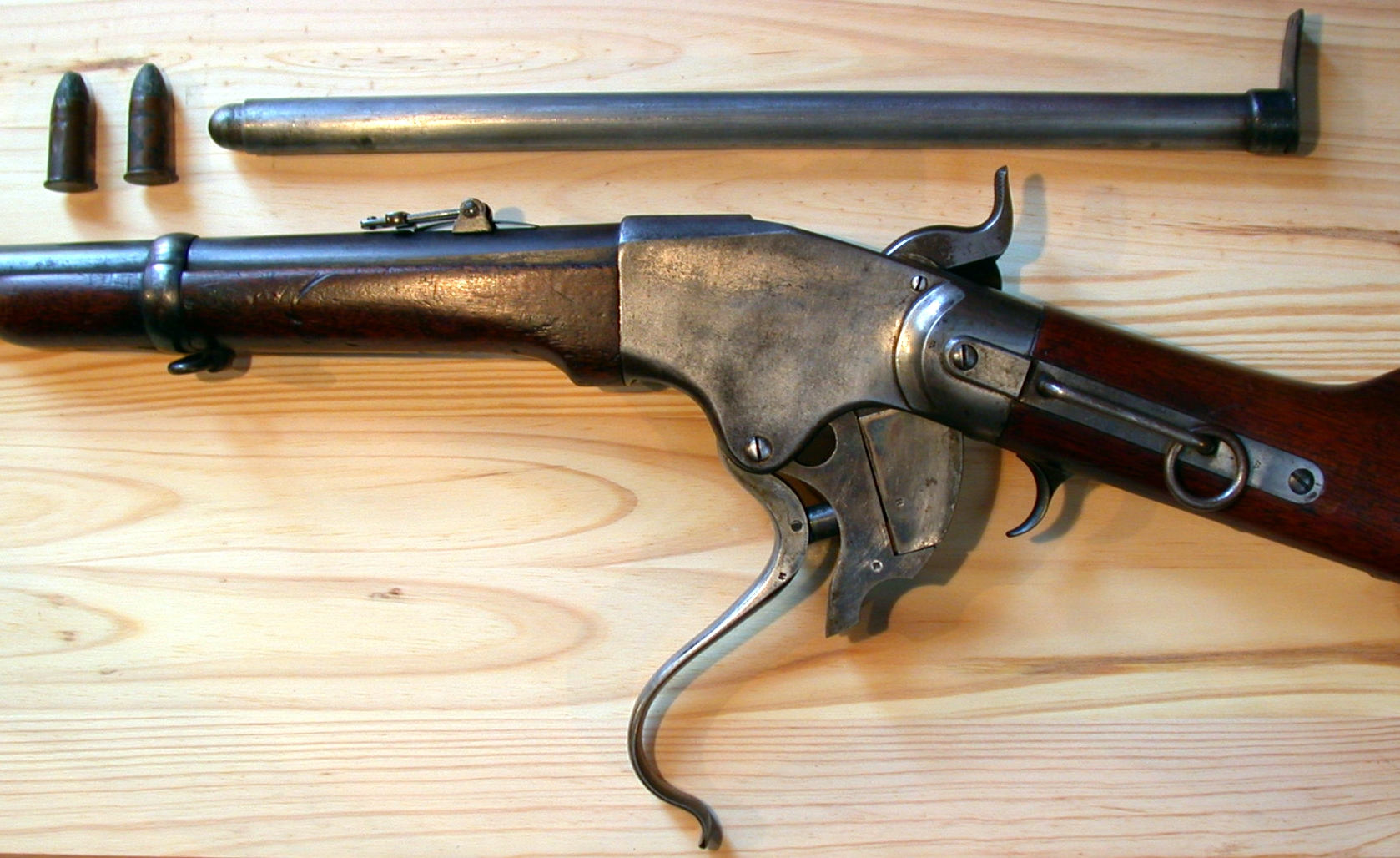
斯賓塞卡賓槍 M1865
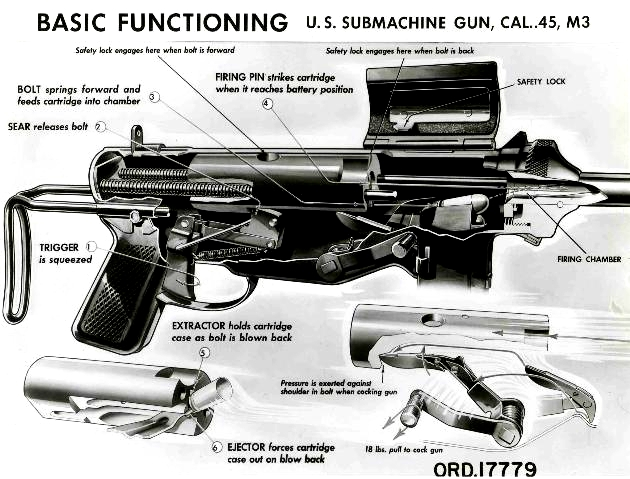
美製M3 衝鋒槍
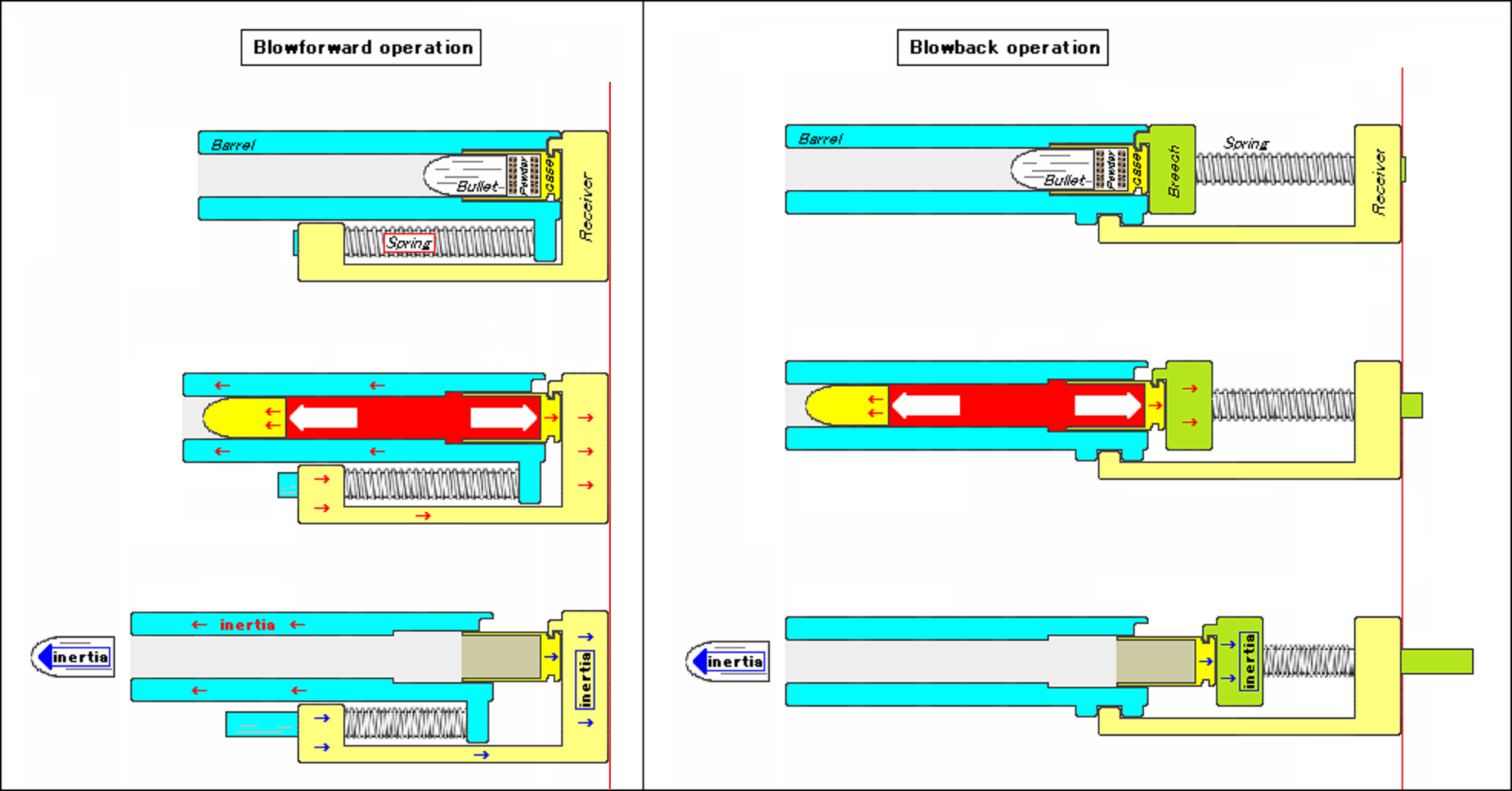
左為前衝作用原理，右為反衝作用原理
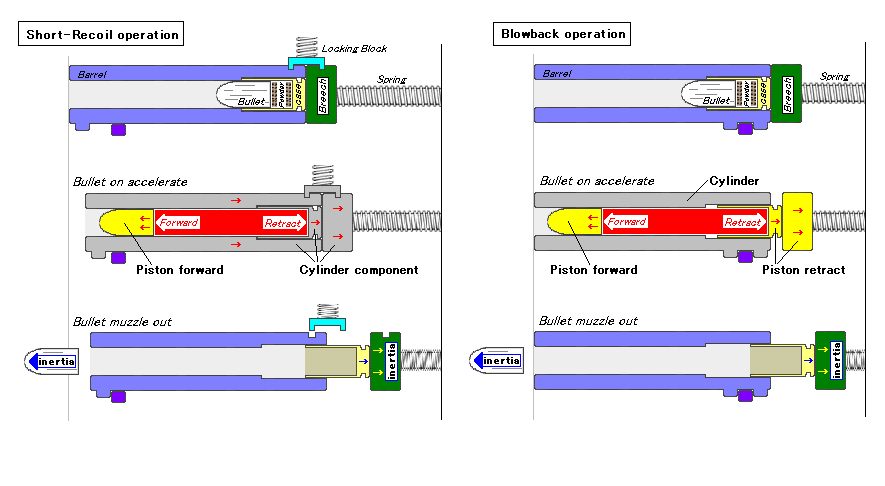
後座作用和反衝作用的差異處

## 註解
1. ↑  有人譯為「槍機作動」，不宜使用「作動」一詞，因來自日語：作動【さどう】名·自サ，機器 工作，動作，運轉。

## 外部連結
- （页面存档备份，存于）
- （页面存档备份，存于）